# Entraygues-sur-Truyère
Entraygues-sur-Truyère (occitanska: Entraigas) är en kommun i departementet Aveyron i regionen Occitanien i södra Frankrike. Kommunen ligger  i kantonen Entraygues-sur-Truyère som ligger i arrondissementet Rodez. År 2022 hade Entraygues-sur-Truyère 970 invånare.

## Befolkningsutveckling
Antalet invånare i kommunen Entraygues-sur-Truyère
Referens: INSEE

## Bildgalleri

Entraygues-sur-Truyère
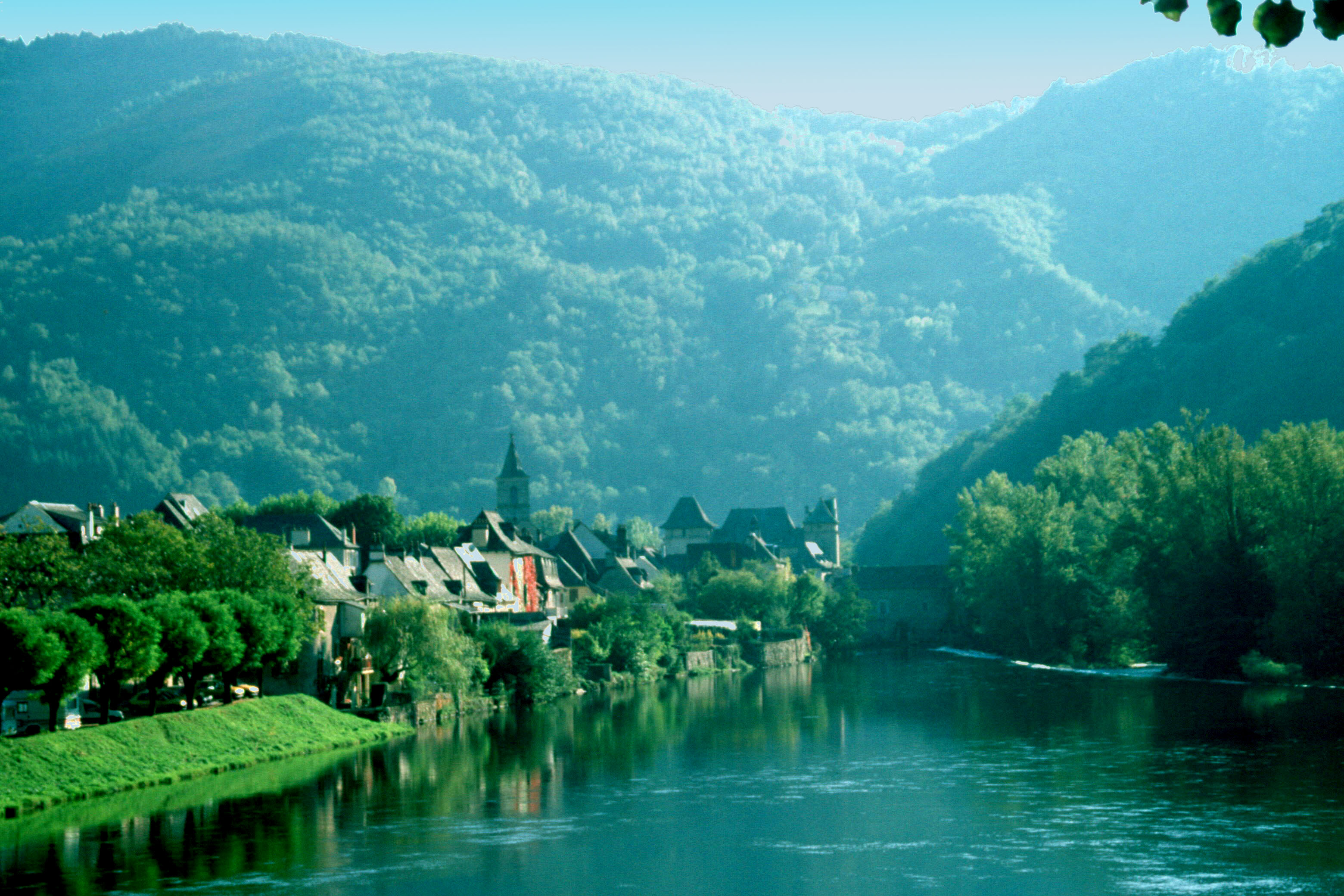
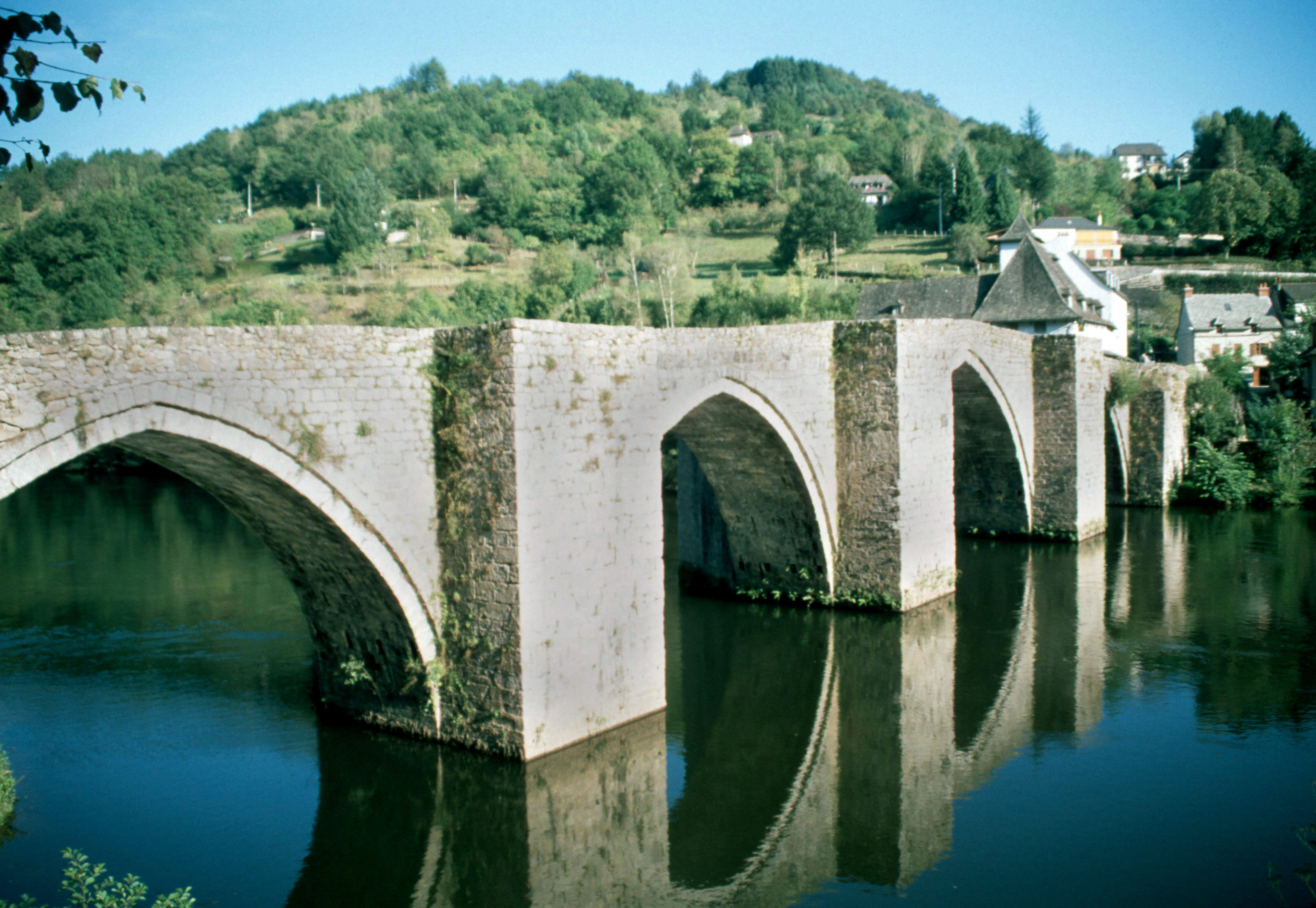
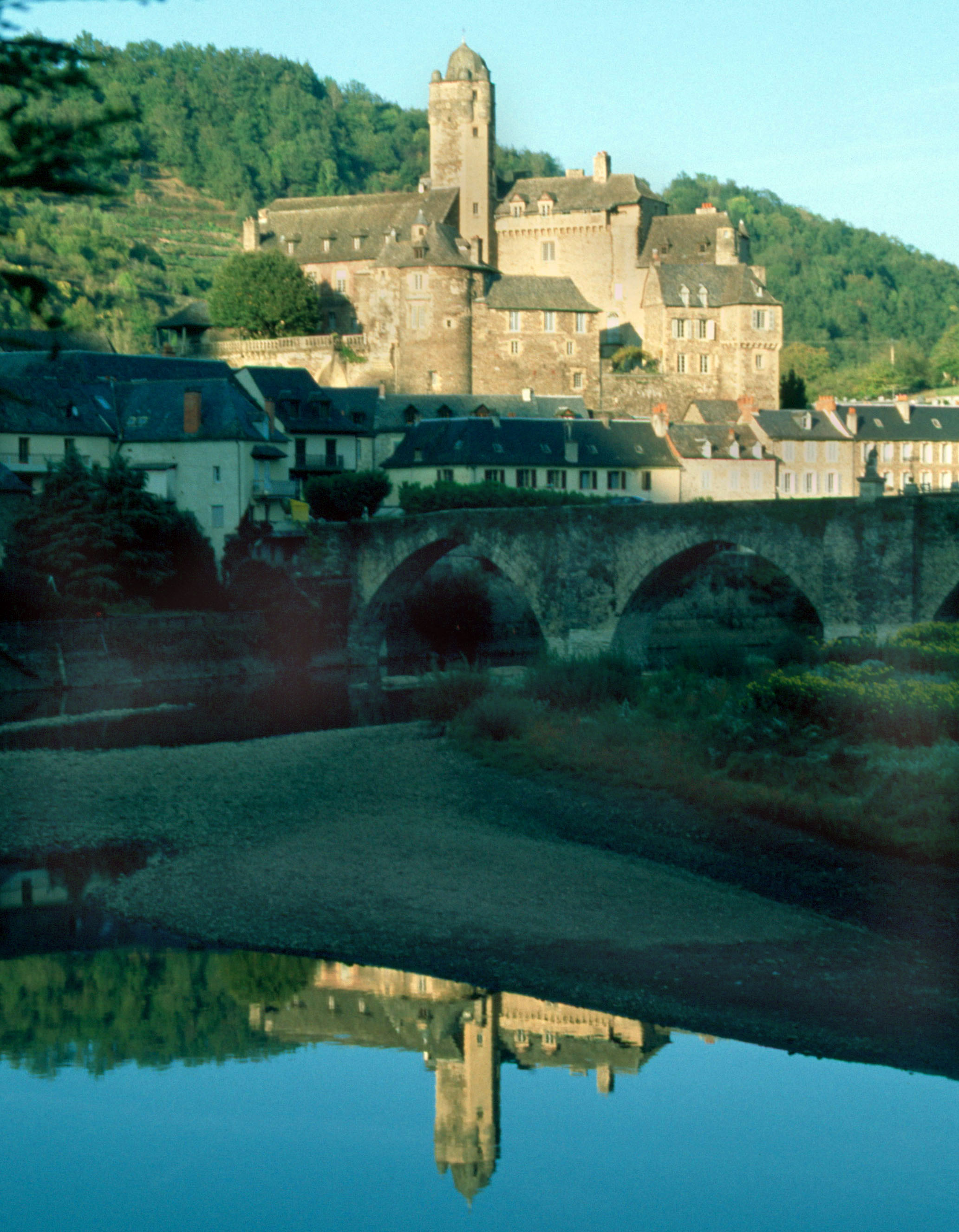
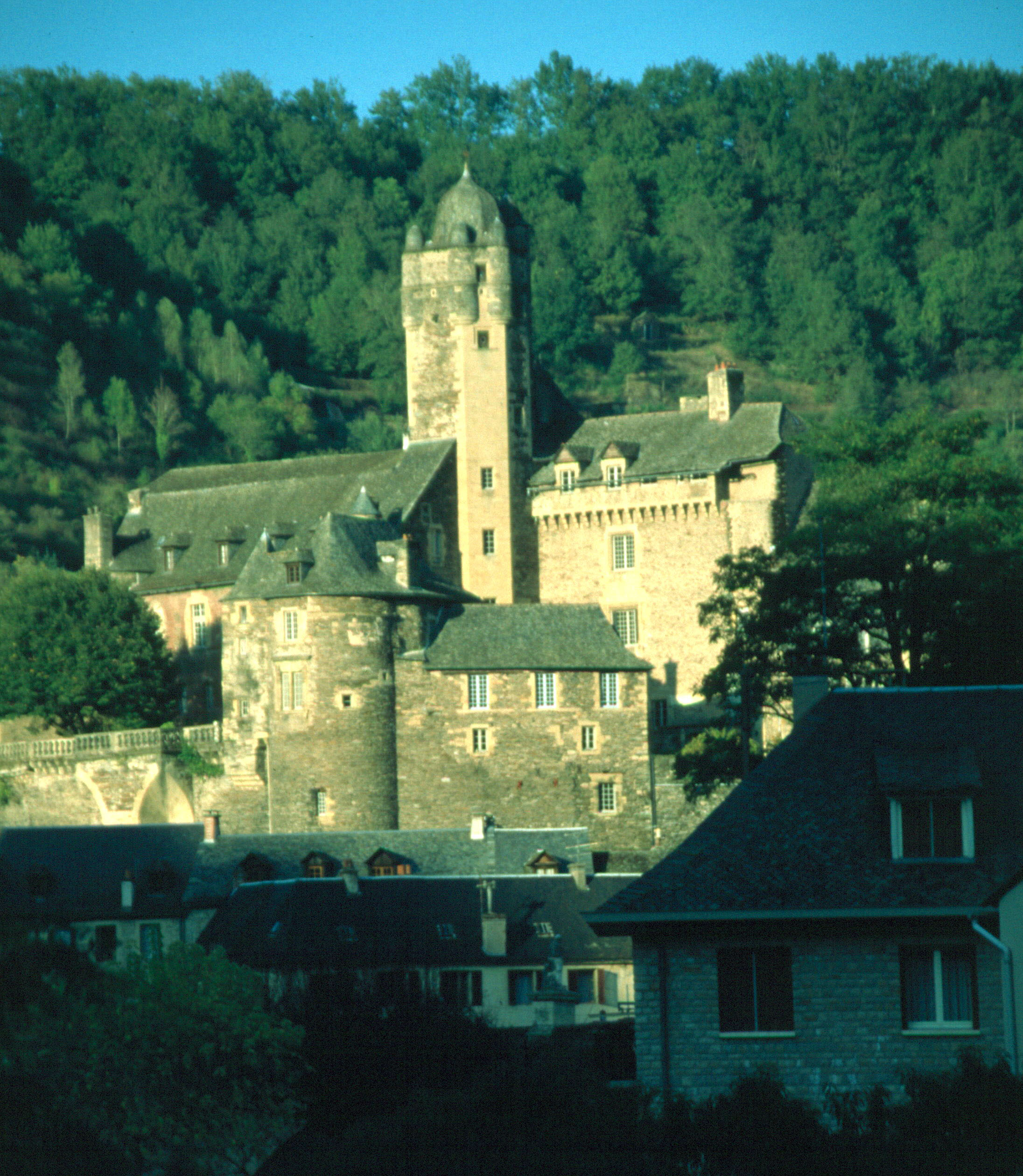
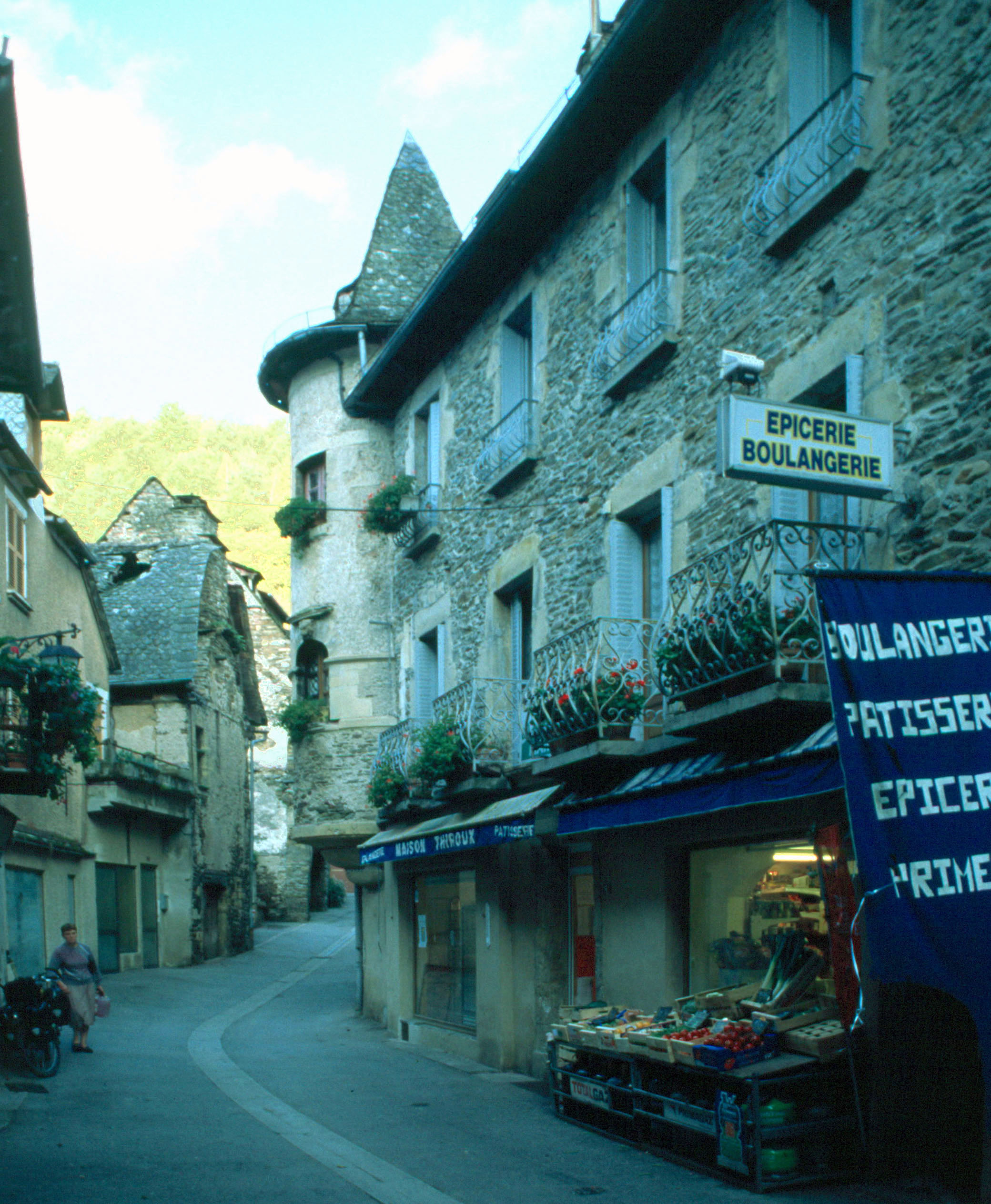
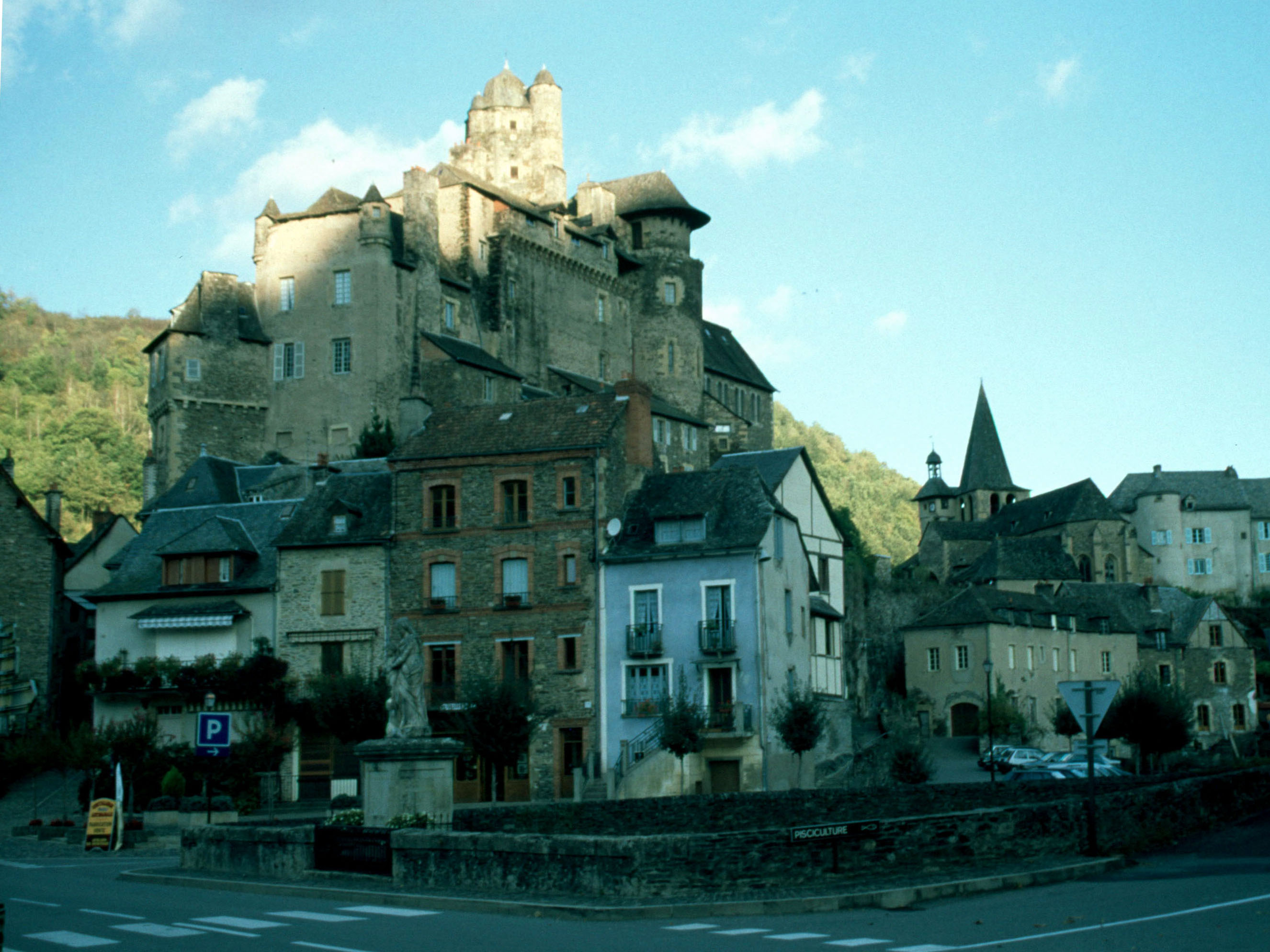
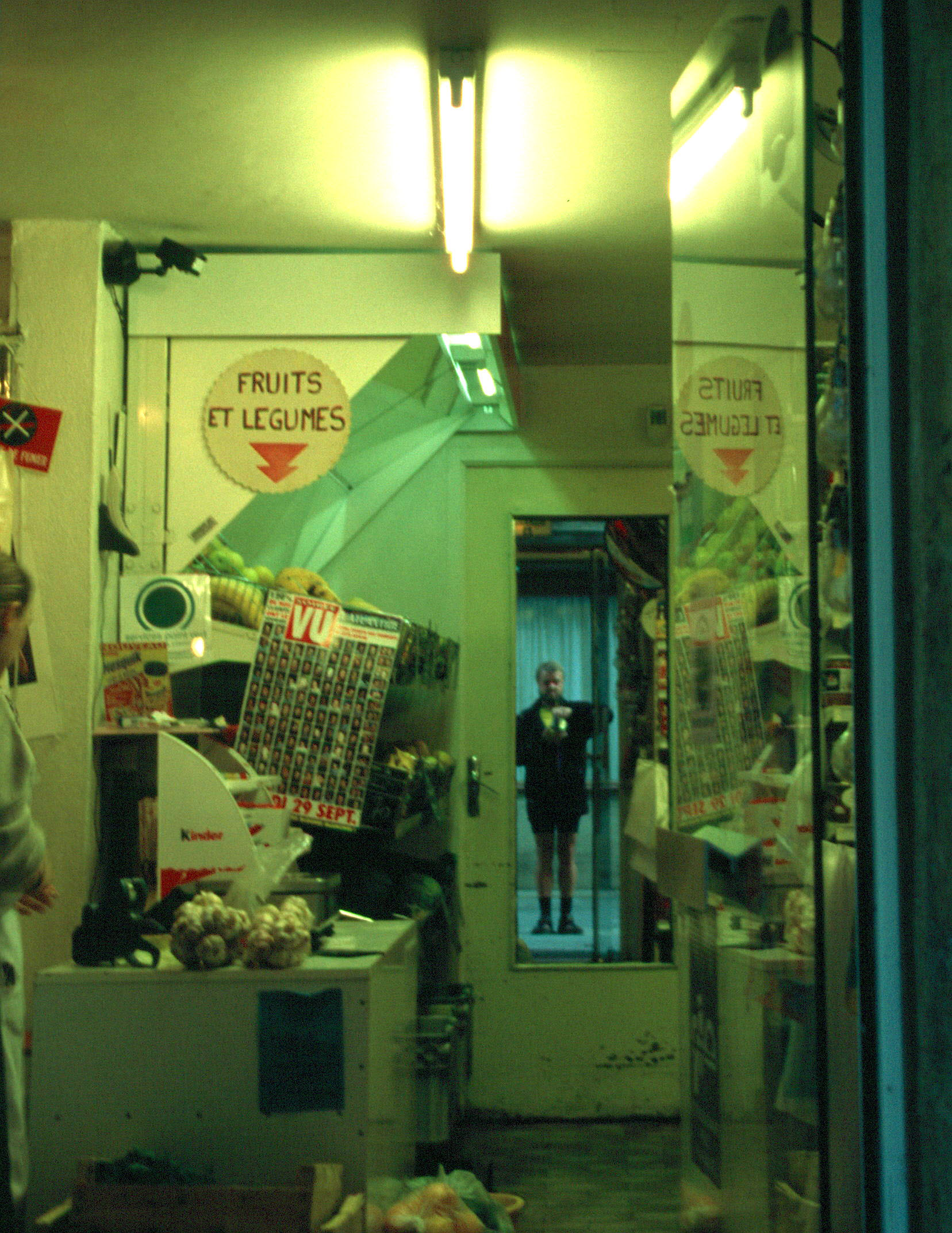